# گلستان خمینی
گلستان خمینی روستایی در دهستان کویر بخش کویرات شهرستان آران و بیدگل استان اصفهان ایران است.

## جمعیت
بر پایه سرشماری عمومی نفوس و مسکن در سال ۱۳۹۵ جمعیت این روستا کمتر از ۳ خانوار بوده‌است.